# Калиновка (Верхнеднепровский район)
Калиновка (укр. Калинівка) — село,
Малоалександровский сельский совет,
Верхнеднепровский район,
Днепропетровская область,
Украина.
Код КОАТУУ — 1221086604. Население по переписи 2001 года составляло 85 человек.

## Географическое положение
Село Калиновка находится у железнодорожной станции Граново,
примыкает к селу Дубовое.
По селу протекает пересыхающий ручей с запрудой.

## Экономика
- Карьеры по добыче комплексных титановых руд (ильменит, циркон) открытым способом.